# کوینتون هوزلی
کوینتون هوزلی (انگلیسی: Quinton Hosley؛ زادهٔ ۲۵ مارس ۱۹۸۴) بازیکن بسکتبال اهل ایالات متحده آمریکا است.
از باشگاه‌هایی که در آن بازی کرده‌است می‌توان به باشگاه بسکتبال رئال مادرید اشاره کرد.